# Klebsamen
Die Klebsamen (Pittosporum) sind eine Pflanzengattung in der Familie der Klebsamengewächse (Pittosporaceae). Sowohl der botanische als auch der deutsche Trivialname der Gattung leitet sich von dem klebrigen „Fruchtfleisch“ ab, in die ihre Samen eingebettet sind.

## Beschreibung

### Erscheinungsbild und Laubblätter
Die Klebsamen-Arten wachsen als immergrüne meist Sträucher oder Bäume, manchmal Halbsträucher, die je nach Art Wuchshöhen von etwa 1 bis 20 Metern erreichen. Die Pflanzenteile sind kahl oder flaumig behaart.
Die Laubblätter sind wechselständig angeordnet und an den jüngeren Zweigen aber oft so gedrängt, dass sie gegenständig oder quirlig erscheinen. Die oft ledrigen oder manchmal häutigen, einfachen (ungeteilten) Blattspreiten besitzen einen glatten, gewellt und gezähnten oder runzeligen Blattrand.

### Blütenstände und Blüten

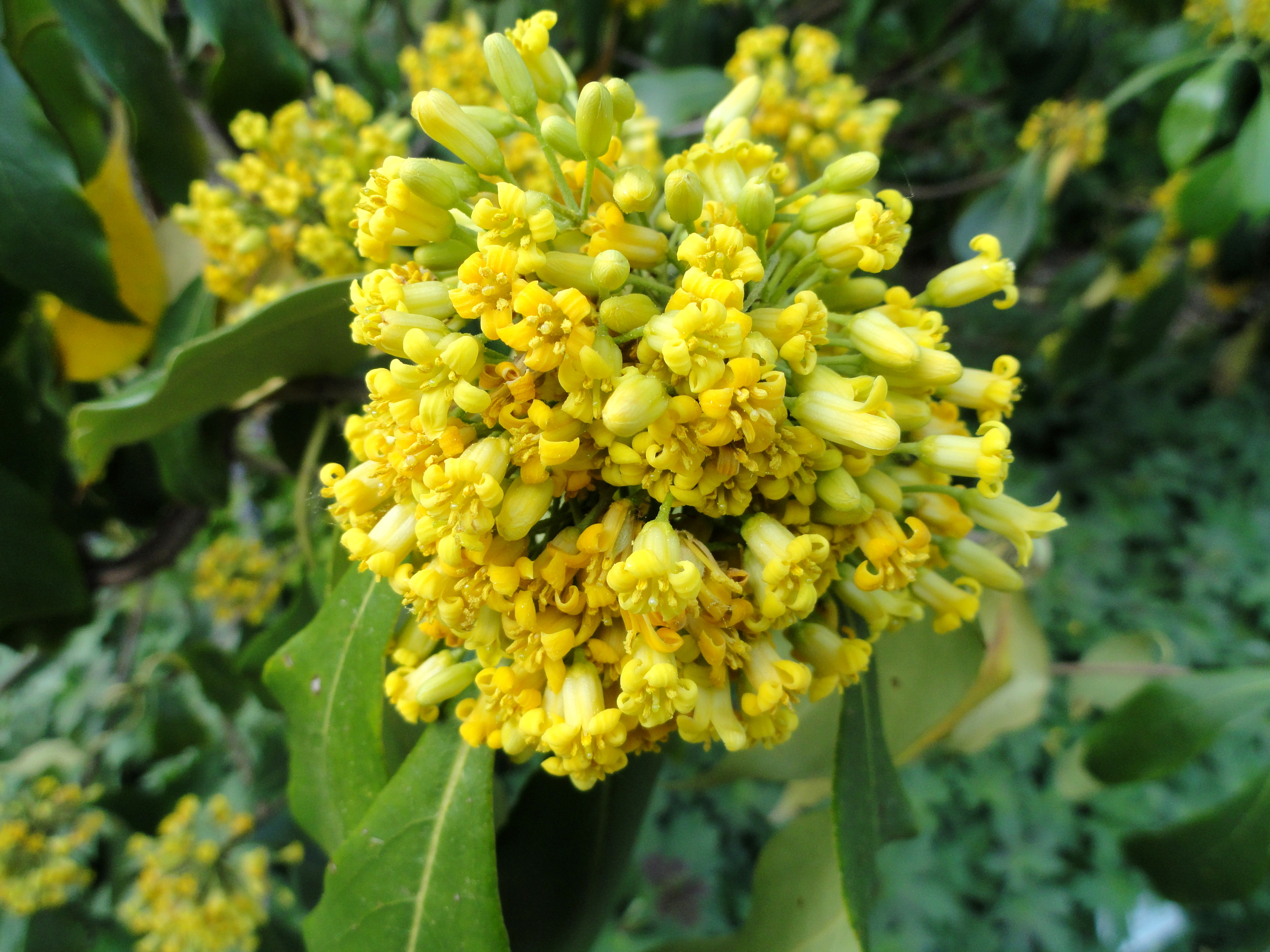
Blütenstand von Pittosporum brevicalyx

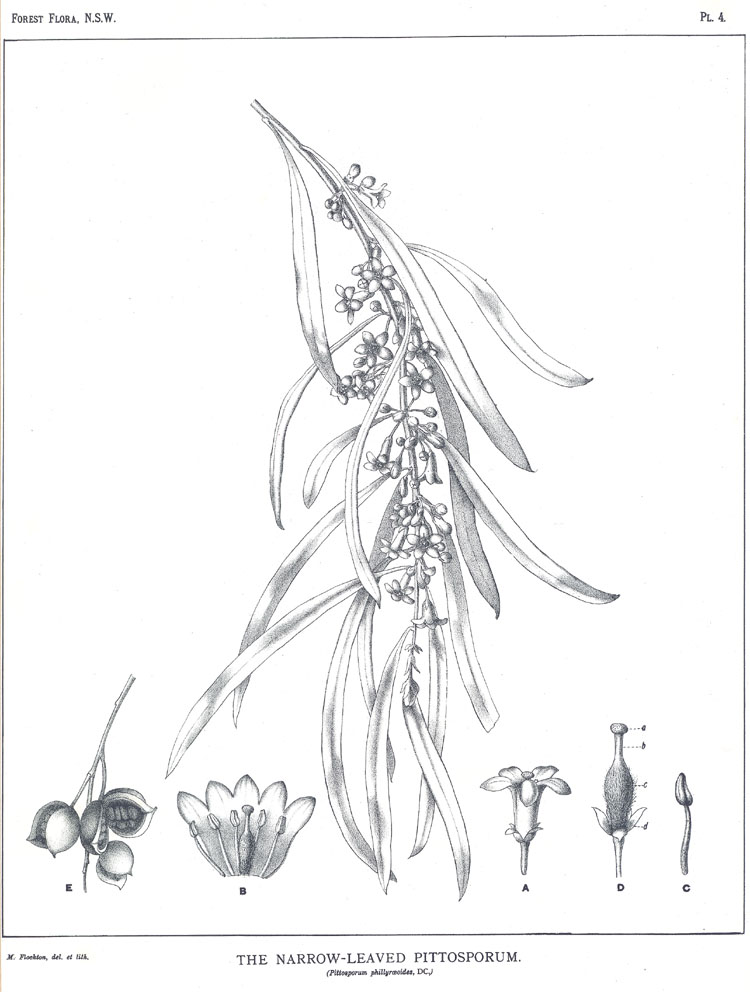
Illustration von Pittosporum angustifolium

Die Arten sind oft vormännlich, protandrisch. Die Blüten stehen einzeln oder in end- oder seitenständigen, doldigen, schirmrispigen oder rispigen Blütenständen zusammen. Die gestielten Blüten sind meist funktionell eingeschlechtlich oder zwittrig. Die Pflanzen sind oft ein- oder zweihäusig. Die Blüten sind radiärsymmetrisch und fünfzählig mit doppelter Blütenhülle. Die fünf freien Kelchblätter sind meist kurz und klein. Die fünf Kronblätter sind frei oder teilweise verwachsen. Es ist ein Kreis mit fünf fertilen Staubblättern oder Staminodien vorhanden. Die Staubfäden sind kahl. Zwei bis drei, selten bis fünf Fruchtblätter sind zu einem (synkarpen) oberständigen, ein- oder unvollständig zwei bis fünfkammerigen Fruchtknoten oder einem Pistillode verwachsen, der kahl oder flaumig behaart ist. Es sind meist viele, manchmal nur ein bis vier Samenanlagen in parietaler Plazentation vorhanden. Der kurze, meist haltbare Griffel kann zwei bis fünf geteilt sein.

### Früchte und Samen
Die ellipsoiden bis kugeligen, manchmal abgeflachten Kapselfrüchte besitzen eine holziges oder ledriges Perikarp. Häufig springen die Kapselfrüchte mit zwei bis fünf Klappen auf und präsentieren die farbigen, klebrigen Samen (Myxotesta, Sarkotesta, Arillus), um Vögel anzulocken.

## Verbreitung
Die Gattung Pittosporum ist in der Paläotropis verbreitet.

## Nutzung
Einige Arten der Gattung Pittosporum werden als Zierpflanzen kultiviert. Mehrere Arten können auf den Britischen Inseln im Freien kultiviert werden; in den meisten Gegenden Mitteleuropas sind die Klebsamen jedoch nicht winterhart.

## Systematik
Die Gattung Pittosporum wurde durch den englischen Botaniker Joseph Banks in Joseph Gärtner: De Fructibus et Seminibus Plantarum ...., Band 1, S. 286, Tafel 59, Figur 7 aufgestellt. Synonyme für Pittosporum Banks sind Auranticarpa L.W.Cayzer et al., Senacia Lam. und Tobira Adans.
Die Gattung der Klebsamen (Pittosporum) ist die artenreichste innerhalb der Familie der Klebsamengewächse (Pittosporaceae).

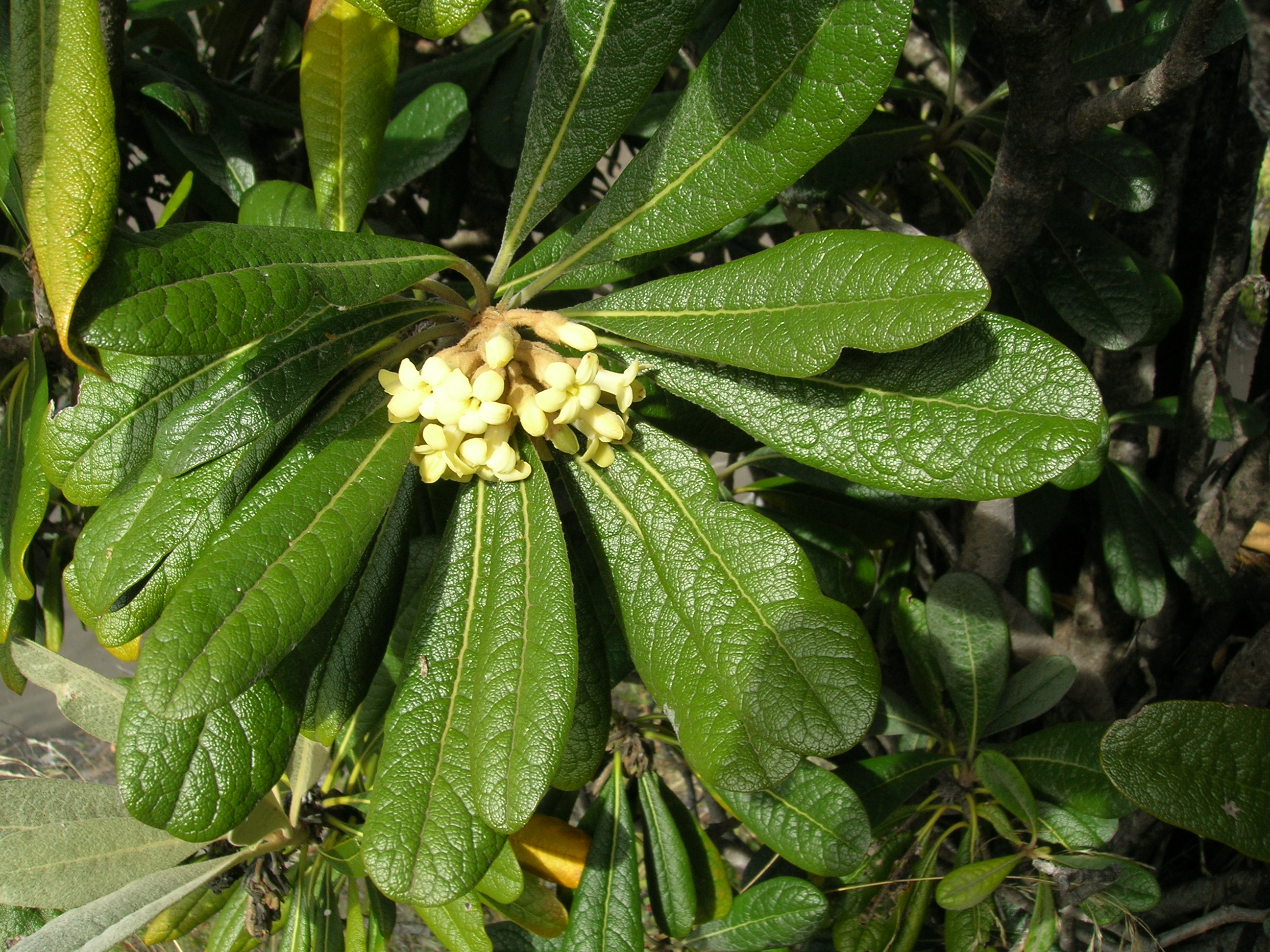
Pittosporum confertiflorum, blühend

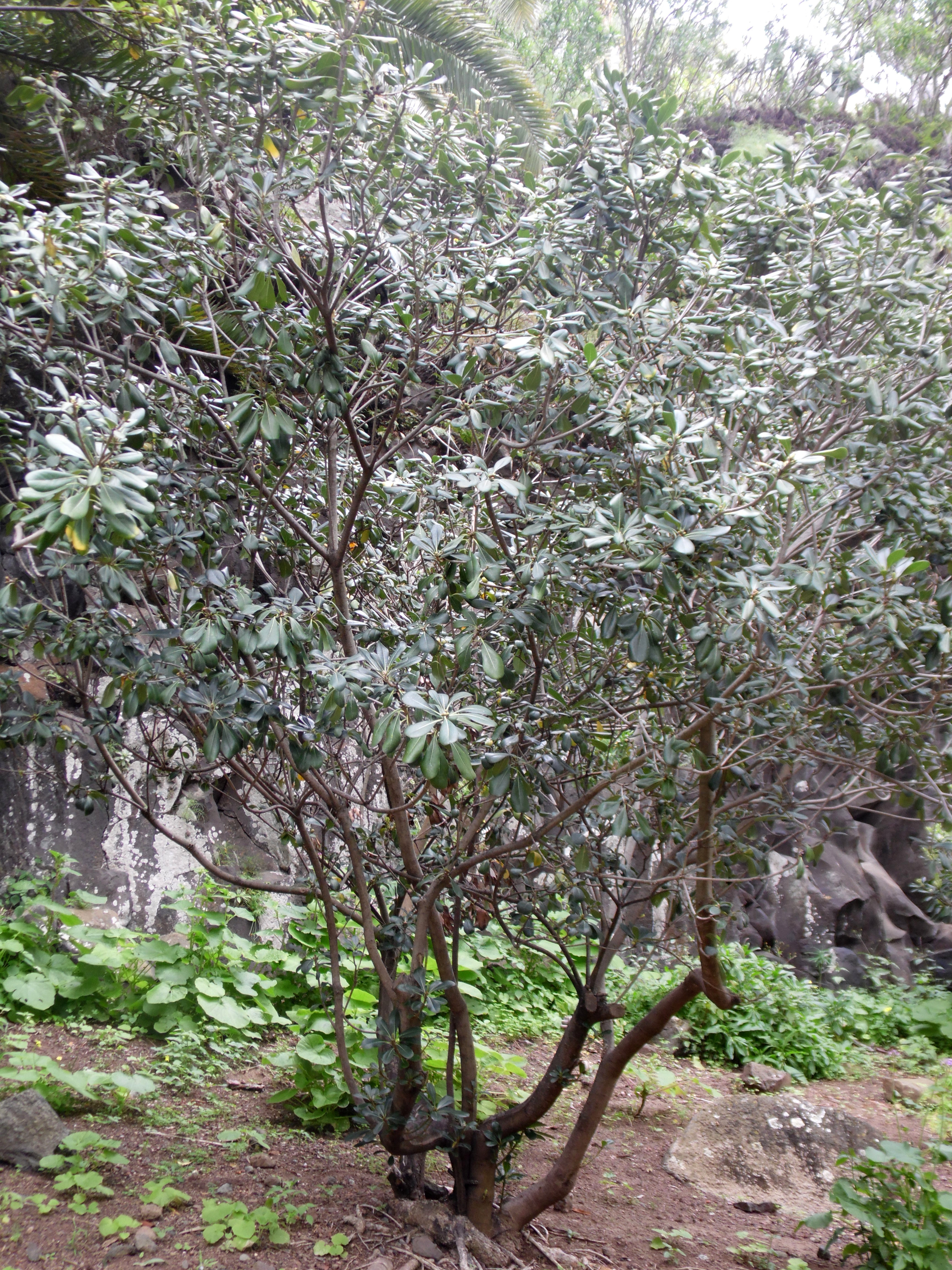
Pittosporum coriaceum

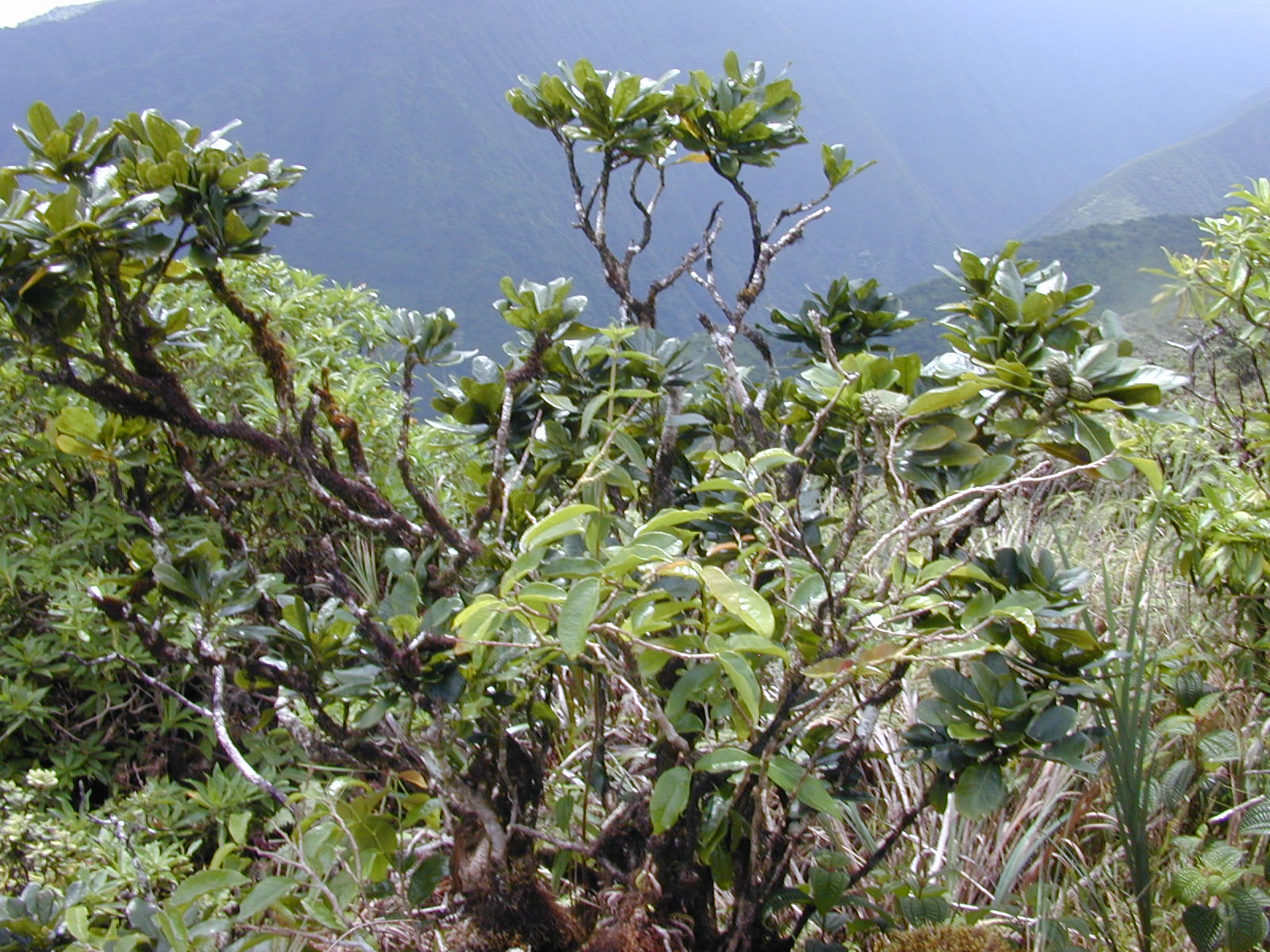
Pittosporum glabrum

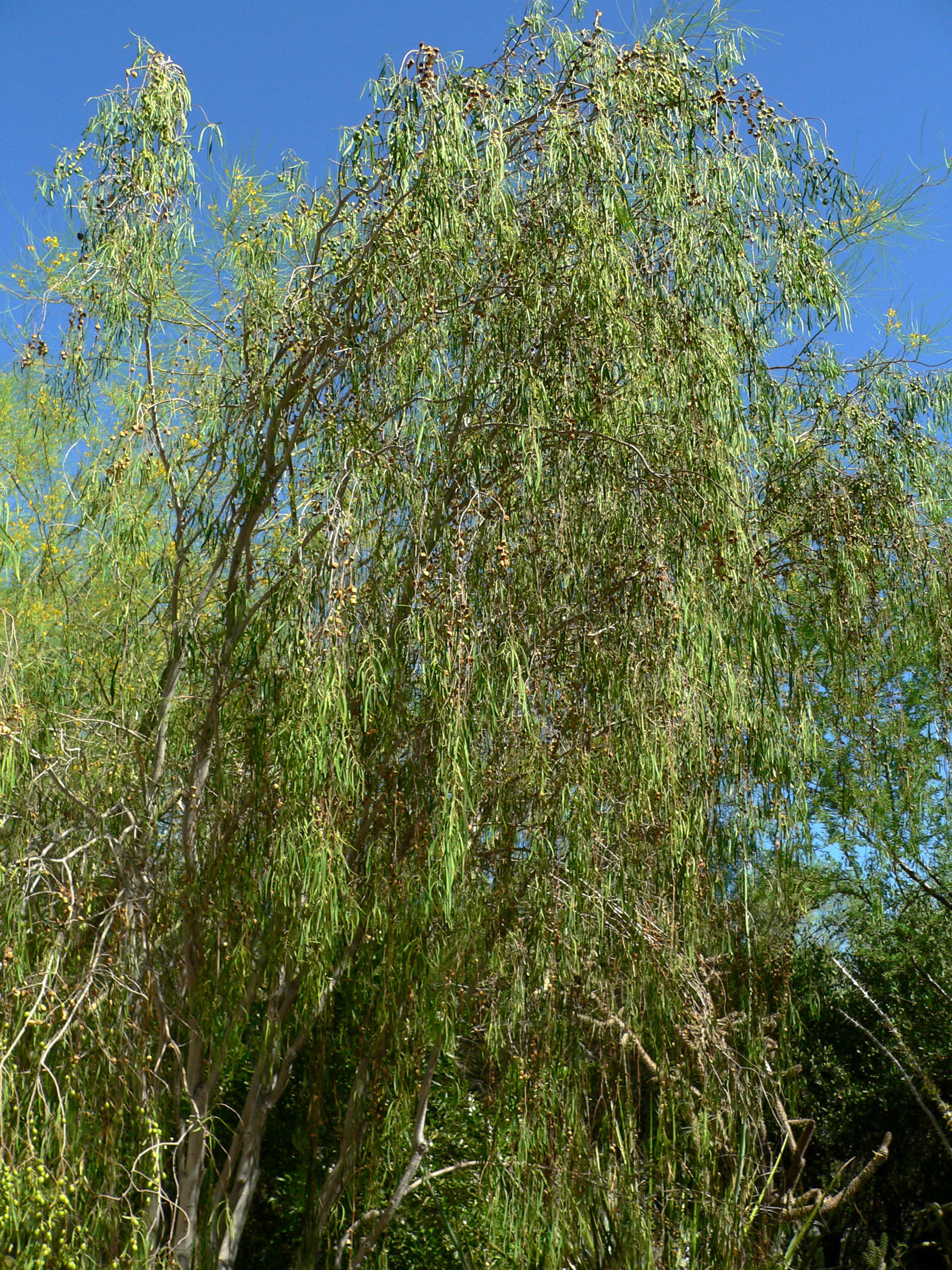
Weiden-Klebsame (Pittosporum phillyreoides)

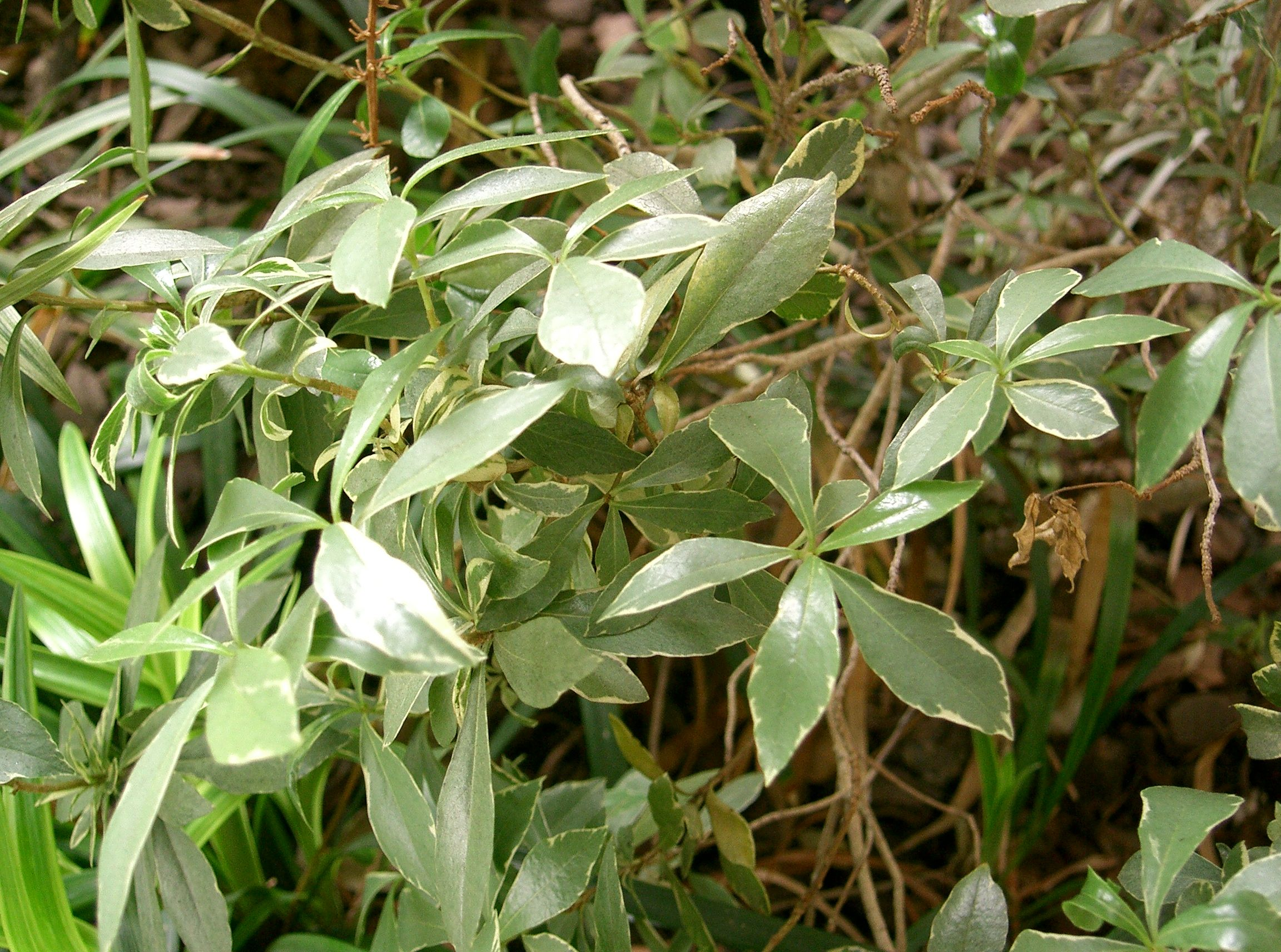
Schmalblättriger Klebsame (Pittosporum tenuifolium) 'Variegata'

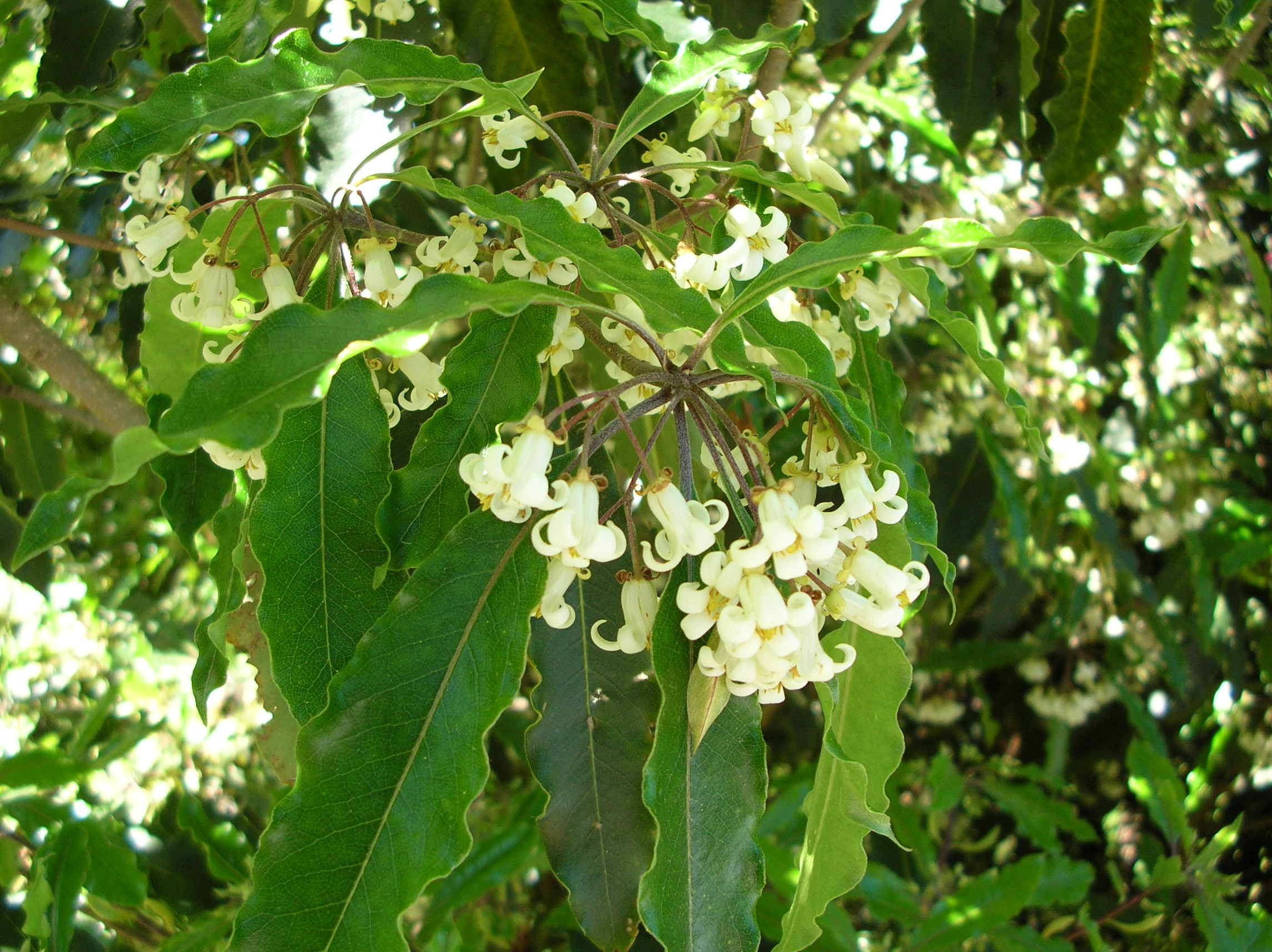
Orangen-Klebsame (Pittosporum undulatum)

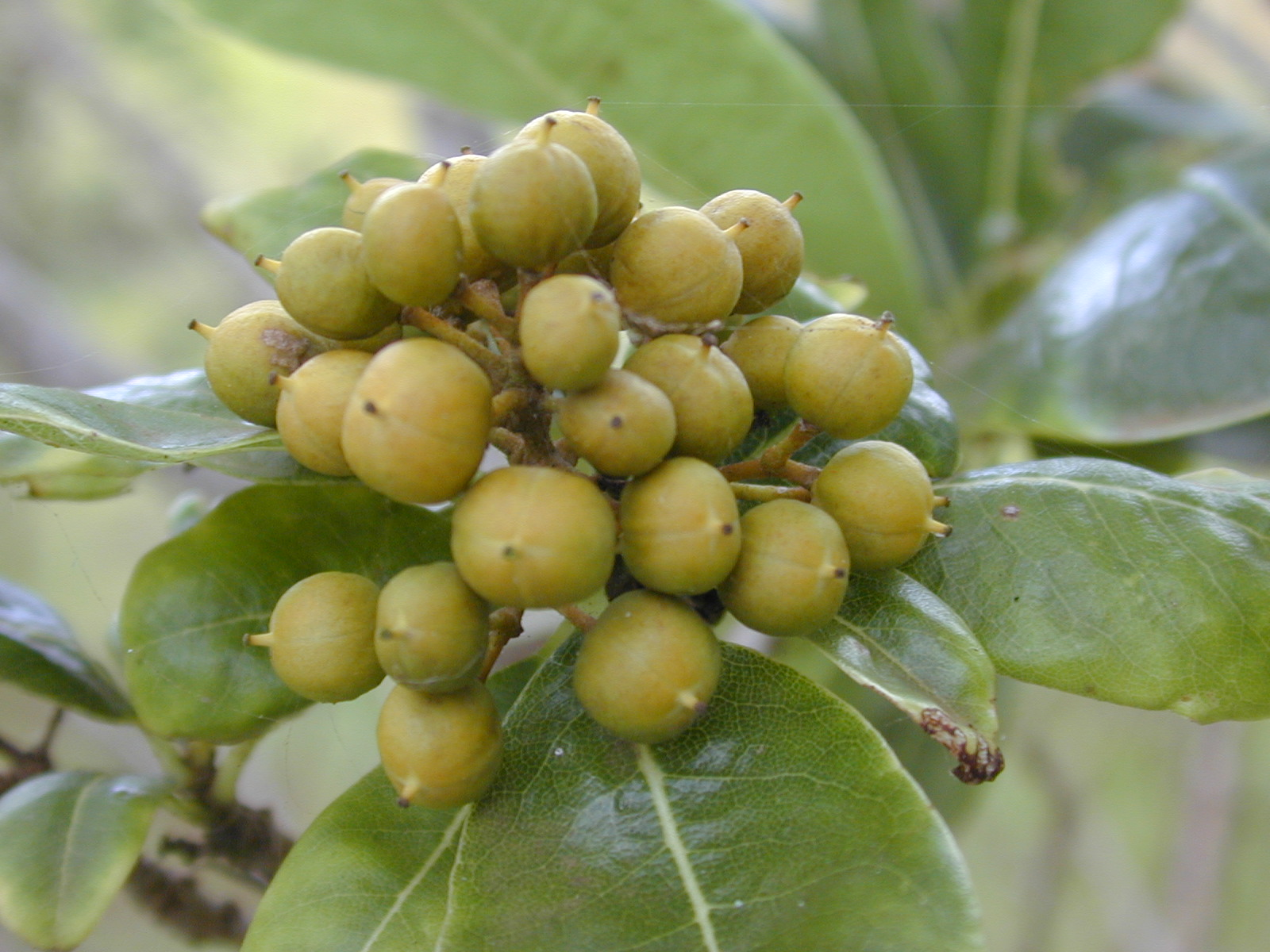
Kap-Klebsame (Pittosporum viridiflorum), Fruchtstand

Es gibt etwa 150 Pittosporum-Arten. Hier eine Artenauswahl:
- Pittosporum angustifolium Lodd. et al. (Syn.: Pittosporum phillyraeoides auct.): Sie ist in Australien weitverbreitet.[3]
- Pittosporum anomalum Laing & Gourlay: Sie kommt in Neuseeland vor.[3]
- Pittosporum bicolor Hook.: Sie kommt in den australischen Bundesstaaten New South Wales, Victoria und Tasmanien vor.[3]
- Pittosporum boninense Koidz.: Es gibt Varietäten. Die Nominatform kommt nur auf den japanischen Bonin-Inseln Chichijima, Hahajima sowie Anijima vor.
- Pittosporum buchananii Hook. f.: Sie kommt auf der Nordinsel von Neuseeland vor.[3]
- Pittosporum colensoi Hook. f.: Sie kommt in Neuseeland vor.[3]
- Pittosporum confertiflorum A.Gray: Sie kommt in Hawaii vor.[3]
- Pittosporum coriaceum Aiton: Dieser Endemit kommt nur auf Madeira vor.[4]
- Pittosporum cornifolium A.Cunn.: Sie kommt auf der Nord- und Südinsel von Neuseeland vor.[3]
- Karo-Klebsame (Pittosporum crassifolium Banks & Sol. ex A.Cunn.): Sie kommt auf der Nordinsel von Neuseeland und auf den Kermadecinseln vor.[3]
- Pittosporum dallii Cheeseman: Sie kommt nur auf der Südinsel von Neuseeland vor.[3]
- Pittosporum daphniphylloides Hayata: Sie kommt in China und Taiwan vor.[3]
- Pittosporum divaricatum Cockayne: Sie kommt nur auf der Südinsel von Neuseeland vor.[3]
- Pittosporum eriocarpum Royle: Sie kommt im indischen Bundesstaat Uttar Pradesh vor.[3]
- Zitronen-Klebsame (Pittosporum eugenioides A.Cunn.): Er kommt auf der Nord- und Südinsel von Neuseeland vor.[3]
- Pittosporum fairchildii Cheeseman: Sie kommt nur auf den Three Kings Islands vor.[3]
- Pittosporum ferrugineum W.T.Aiton: Sie kommt auf den Andamanen und Nikobaren, in Myanmar, Thailand, Indonesien, Malaysia, auf Palawan, in Papua-Neuguinea, auf den Salomonen und im nördlichen und östlichen Australien vor.[3]
- Pittosporum glabratum Lindl., mit den Varietäten:
  - Pittosporum glabratum Lindl. var. glabratum: Sie kommt in den chinesischen Provinzen Guangxi, Guizhou, Hainan und Hunan vor.[3]
  - Pittosporum glabratum var. neriifolium Rehder & E.H.Wilson: Sie kommt in den chinesischen Provinzen Guangdong, Guangxi, Guizhou, Hubei, Hunan und Jiangxi vor.[3]
- Pittosporum glabrum Hook. & Arn.: Sie kommt auf Hawaii vor.[5]
- Pittosporum halophilum Rock: Sie kommt auf Hawaii vor.[3]
- Pittosporum heterophyllum Franch.: Sie gedeiht in Höhenlagen von 800 bis 3000, selten bis zu 4000 Metern im südöstlichen Tibet und in den chinesischen Provinzen Sichuan sowie nördlichen Yunnan.[6]
- Pittosporum hosmeri Rock: Sie kommt auf Hawaii vor.[3]
- Pittosporum huttonianum Kirk: Sie kommt in Neuseeland vor.[3]
- Pittosporum kauaiense Hillebr.: Dieser Endemit kommt auf der Insel Kauai vor.[3]
- Pittosporum moluccanum (Lam.) Miq.C (Syn.: Anasser moluccana Lam., Pittosporum timorense Blume): Sie kommt in Taiwan, auf den Philippinen, in Indonesien und im nördlichen und westlichen Australien vor.[3]
- Pittosporum napaliense Sherff: Sie kommt in Hawaii vor.[3]
- Pittosporum napaulense (DC.) Rehder & E.H.Wilson (Syn.: Pittosporum floribundum Wight & Arn.; Senacia napaulensis DC.): Sie kommt in Indien, Nepal, Bhutan, Bangladesch, Pakistan, China und Madagaskar vor.[3]
- Pittosporum pentandrum (Blanco) Merr. (Syn.: Aquilaria pentandra Blanco): Sie kommt in China, Taiwan, Vietnam, Indonesien und auf den Philippinen vor.[3]
- Weiden-Klebsame (Pittosporum phillyreoides DC.): Er kommt nur in Western Australia vor.[3]
- Pittosporum podocarpum Gagnep.: Sie kommt in Indien, Myanmar, Vietnam und in China vor.[3]
- Pittosporum pullifolium Burkill: Sie kommt in Kalimantan und in Papua-Neuguinea vor.[3]
- Pittosporum ralphii Kirk: Sie kommt nur auf der Nordinsel von Neuseeland vor.[3]
- Pittosporum rehderianum Gowda: Sie kommt in China vor.[3]
- Pittosporum resiniferum Hemsl.: Sie kommt auf den Philippinen und in Malaysia auf dem Mount Kinabalu vor.[3]
- Pittosporum revolutum W.T.Aiton: Sie kommt in Australien vor.[3]
- Queensland-Klebsame (Pittosporum rhombifolium A.Cunn. ex Hook.) (Syn.: Auranticarpa rhombifolia (A.Cunn. ex Hook.) L.W.Cayzer et al.): Er kommt in Australien vor.[3]
- Pittosporum senacia Putt.: Sie kommt auf Madagaskar, auf den Seychellen, auf Mauritius und Reunion vor und ist in Hawaii ein Neophyt.[3]
- Schmalblättriger Klebsame (Pittosporum tenuifolium Gaertn.): Er kommt auf der Nord- und Südinsel von Neuseeland vor und ist im südöstlichen Australien ein Neophyt.[3]
- Chinesischer Klebsame (Pittosporum tobira (Thunb.) W.T.Aiton, Syn.: Euonymus tobira Thunb.): Er kommt ursprünglich in Fujian, Taiwan, Japan und Korea vor.[3]
- Pittosporum truncatum E.Pritz.: Sie kommt in den chinesischen Provinzen Gansu, Guizhou, Hubei, Hunan, Shaanxi, Sichuan und Yunnan vor.[3]
- Orangen-Klebsame (Pittosporum undulatum Vent.): Er kommt ursprünglich in Australien vor und ist in Neuseeland, in Südeuropa, Kalifornien, Mexiko, auf Karibischen Inseln, in Hawaii, Südafrika, auf den Azoren und Madeira ein Neophyt.[3]
- Kap-Klebsame (Pittosporum viridiflorum Sims): Er kommt ursprünglich im tropischen und im südlichen Afrika, auf Madagaskar, im Jemen und in Indien vor.[3] Mit den Unterarten:
  - Pittosporum viridiflorum Sims subsp. viridiflorum
  - Pittosporum viridiflorum subsp. feddeanum (Pax) Cufod. (Syn.: Pittosporum feddeanum Pax): Sie kommt in Äthiopien vor.[3]

Folgende zeitweise in die Gattung eingeordnete Arten werden anderen Gattungen zugeordnet:
- Pittosporum flavum Hook. => Hymenosporum flavum (Hook.) F.Muell.[5]
- Pittosporum macrophyllum K.Schum. & Lauterb. => Erythrospermum candidum (Becc.) Becc.[5]
- Pittosporum yunnanense Franch. => Osmanthus yunnanensis (Franch.) P.S.Green[5]